# 波赫丹尼夫卡 (第聶伯羅區)
波赫丹尼夫卡（羅馬化：Bohdanivka）是烏克蘭東部第聶伯羅彼得羅夫斯克州第聶伯羅區索洛内市镇内的村莊。分別距離蘇爾斯科-米哈伊利夫卡2.5公里和澤萊內哈伊3公里，海拔高度64米，2001年人口151。